# Vivey
Vivey é uma comuna francesa na região administrativa da Champanha-Ardenas, no departamento de Haute-Marne. Estende-se por uma área de 13,05 km². Em 2010 a comuna tinha 54 habitantes (densidade: 4,1 hab./km²).